# Armando Silvestri
Armando Silvestri (Palermo, 9 aprile 1909 – Roma, 29 marzo 1990) è stato uno scrittore di fantascienza e giornalista italiano direttore di vari periodici di aeronautica.

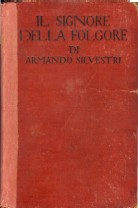
Copertina del romanzo di fantascienza Il signore della folgore di Armando Silvestri, Romantica Mondiale Sonzogno, Sonzogno, Milano, 1941.

Scrisse anche usando gli pseudonimi Dario Armani, Ademaro Garbi, Silvar e Tris.

## Biografia
Palermitano, laureato in ingegneria, come scrittore fu attivo dalla metà degli anni venti.
Fu redattore capo della rivista "l'Ala d'Italia" del ministero dell'aeronautica. Nel 1938 propose, seppure senza successo concreto, il progetto per la prima rivista italiana di fantascienza, sull'esempio della statunitense Amazing Stories: una rivista quadrimestrale, Avventure dello spazio, che avrebbe dovuto alternarsi mensilmente ad altre tre ambientate per mare, per terra e nell'aria. L'idea non trovò tuttavia il favore dell'editore e venne realizzata unicamente la rivista dedicata all'aeronautica, Avventure del cielo, pubblicata fino al 1943.
Silvestri si affiancò a Cesare Falessi nel 1957 alla guida della neonata rivista Oltre il cielo (pubblicata fino al 1970), un periodico in formato tabloid che alternava opere di science fiction al consueto novero di articoli sull'aviazione e l'astronautica. Negli anni cinquanta collaborò anche con la rivista aeronautica "ALI NUOVE". Silvestri fu anche traduttore per Mondadori e altri editori.

## Opere
(parziale)

### Romanzi
- La meravigliosa avventura, 1927[7]
- Il signore della folgore, Romantica Mondiale Sonzogno, Sonzogno, 1941

### Racconti
- Il rapitore della folgore, in Giornale Illustrato dei Viaggi a. XLI-n. 49, Sonzogno, 1925
- Il terrore dallo spazio, noto anche come Sabotaggio alla base, in Ali a. III, n. 6, Ali Editrice, 1953
- 20 chilogrammi-massa di meno, noto anche come Venti chili-massa di meno, in Ali a. III, n. 10, Ali Editrice, 1953
- Il pianeta degli esseri turbinanti, in Oltre il Cielo. Missili & Razzi 22, Proprietà E. Silvestri, 1958
- Ares-2, in Corriere dei Piccoli, 1966
- Il creatore di mummie, in Ottocento nero italiano. Narrativa fantastica e crudele, Biblioteca Aragno, Nino Aragno Editore, 2009